# Honorato V de Mônaco
Honorato V, Príncipe de Mônaco (Honoré Gabriel Grimaldi; 13 de maio de 1778 - 2 de outubro de 1841) foi o príncipe soberano de Mônaco de 1819 até sua morte. Nascido em Paris, na França, Honorato era filho de Honorato IV, Príncipe de Mônaco e de Luísa de Aumont, Duquesa de Mazarino. Ele foi sucedido por seu irmão menor, Florestan I.